# Niesha Burgher
Niesha Burgher, född 8 augusti 2002, är en jamaicansk friidrottare som tävlar i kortdistanslöpning.
Burgher placerade sig på tredje plats på 200 meter i de jamaicanska OS-uttagningarna, och kvalificerade sig till OS 2024.